# 박미선
박미선(朴美善, 1967년 3월 10일 ~ )은 대한민국의 개그우먼, MC이다.

## 생애
박미선은 서울 용산구에서 시의원의 딸로 태어났다. 꽤나 상류층 집안이기에 관심을 먹고 사는 연예인을 친척들이 무시했지만 관종끼가 있어서 연예계에 데뷔를 했다고 한다. 한양대학교 재학 시절이던 1988년 MBC 제2회 TV 개그 콘테스트에 금상으로 정식 데뷔하였다. 1991년 10월 SBS 개국 당시 SBS로 자리를 옮겼다. 같은 시기 SBS로 이적한 이봉원과 결혼한 뒤 코미디 전망대에만 출연해 왔으나 1994년 9월 프리랜서를 선언한 후 KBS로 활동영역을 넓혔다. 코미디 전망대 하차 후 코미디 프로그램 출연이 뜸해졌으며, 1995년 초 출산 때문에 한동안 브라운관에서 사라졌다가 그 해 가을 브라운관에 돌아왔다. 2002년 가을부터 KBS2 개그콘서트 '봉숭아학당' 새로운 선생님 역으로 투입되어 본업인 코미디 프로그램 활동을 재개하였다.

## 학력
- 1979년 서울보광국민학교(졸업)
- 1982년 보성여자중학교 (졸업)
- 1985년 보성여자고등학교 (졸업)
- 한양대학교 연극영화학과 (85학번) (졸업)

## 활동

### 진행
- 1992년 《빙글빙글 퀴즈》 (SBS)
- 1995년 《쇼 미시 공화국》 (동아TV)
- 1995년 《TV 파크》 (MBC)
- 1996년 《도전 지구탐험대》 (KBS)
- 1996년 《퍼즐 특급열차》 (KBS)
- 1997년 《기인열전》 공동진행 (MBC)
- 1998년 《비디오 출동Q 공동》 (SBS)
- 1999년 《사랑의 스튜디오》 - MC (MBC)
- 2000년 《행복한 TV 가족》 - MC (MBC)
- 2001년 ~ 2003년 《행복채널》 (KBS)
- 2002년 《설특집 왕건오락관》 - MC (KBS)
- 2002년 《발견천하 유레카》 (KBS)
- 2004년 ~ 2009년 《순간포착 세상에 이런일이》 (SBS)
- 2005년 《부부일기》 (MBC)
- 2005년 《톡톡톡 오후 2시》 (MBC)
- 2005년 《대발견 아이Q》 (EBS)
- 2006년 《잘 살아보세》 (SBS)
- 2007년 《러브 인 아시아》 (KBS)
- 2007년 《불량 주부》 (YTN Star)
- 2008년 《있다! 없다? 플러스》 (SBS)
- 2008년 《글로벌 주부퀴즈쇼 징검다리》 (SBS)
- 2008년 《명랑 히어로》 (MBC)
- 2008년 《일요일 일요일 밤에》 (MBC)
- 2009년 《대한민국 국민고시》 (SBS)
- 2011년 《미워도 다시 한번》 (SBS Plus)
- 2011년 《음치들의 반란 앙코르》 (채널A)
- 2012년 《놀라운대회 스타킹》 (SBS)
- 2012년 《위대한 탄생 시즌2》 (MBC)
- 2008년 ~ 2015년 《해피투게더 시즌3》 (KBS)
- 2008년 ~ 2014년 《세바퀴》 - MC (MBC)
- 2008년 ~ 2017년 《우리 결혼 했어요》 - MC (MBC)
- 2012년 ~ 2013: 《댁의 남편은 어떠십니까》 (tvN)
- 2013년 《신문고》 (TV조선)
- 2013년 ~ 2014년 : 《대찬인생》 (TV조선)
- 2013년 《블라인드테스트쇼 180도》 (MBC)
- 2013년 《노다지쇼 팡팡팡》 (MBN)
- 2013년 ~ 2014년 《스타 패밀리쇼 맘마미아》 (KBS)
- 2014년 《고래전쟁》 (tvN)
- 2014년 《7인의 미스코리아》 (KBS)
- 2015년 《여우야》 (TV조선)
- 2015년 《강호대결 중화대반점》 (SBS funE)
- 2015년 《아내가 뿔났다》 (채널A)
- 2015년 《글로벌 반상회 - 국제 아파트》 (TV조선)
- 2016년 《원나잇 푸드트립》 (올'리브)
- 2016년 《2016 희망TV SBS》 (SBS)
- 2016년 ~ 2017년 《아이돌잔치》 (TV조선)
- 2017년 《까칠남녀》 (EBS)
- 2017년 《닥터하우스》 (KBS Joy)
- 2017년 《랭킹쇼 123》 (MBC)
- 2017년 《둥지탈출》 (tvN)
- 2018년 《MBC 스페셜》 768회 : 2018 언니는 살아있다 (MBC)
- 2018년 《성공의 한 수》 (TV조선)
- 2018년 《거리의 만찬》 (KBS1)
- 2020년 《오! 나의 파트,너》 (MBC)
- 2020년 《1호가 될 순 없어》 (JTBC)
- 2020년《박미선과 돈워리돈해피》 (OBS)
- 2020년 《모란봉클럽》 (TV조선)
- 2021년 《신장개업 운동맛집》 (KBS1)
- 2021년 《조선판스타》 (MBN)
- 2022년 《주접이 풍년》 (KBS2)
- 2022년 ~ 《고딩엄빠》 (MBN)
- 2022년 《여행의 맛》 (TV조선)
- 2022년 《한문철의 블랙박스 리뷰》 (JTBC)
- 2022년 《아는 형님》 (JTBC)
- 2022년 ~ 2023년 《편먹고 공치리》 (SBS)
- 2024년 《이제 혼자다》 (TV조선)

### 라디오
- 1992년 《이성미·박미선의 신나는 오후2시》 진행 (SBS AM 라디오)
- 1994년 《전유성, 박미선의 특급작전》 (MBC 표준FM)
- 1997년 《김흥국, 박미선의 특급작전》 (MBC 표준FM)
- 2003년 《김흥국, 박미선의 대한민국 특급쇼》 (SBS 러브FM)
- 2008년 《이봉원, 박미선의 우리집 라디오》 (SBS 러브FM)
- 2010년 《이봉원, 박미선의 와와쇼》 (SBS 러브FM)

### 코미디 프로그램
- 1988년 《일요일 일요일 밤에》 (MBC) - 박미선의 별난 여자, 내 꿈을 펼쳐라, 박미선의 별난 노처녀
- 1988년 《청춘행진곡》 (MBC) - 청춘교실
- 1990년 《코미디 세상만사》 (MBC)
- 1991년 《토요일 7시 웃으면 좋아요》 (SBS)
- 1991년 《코미디 전망대》 (SBS)
- 1993년 《여고시절》 (SBS)
- 1999년 《시사터치 코미디파일》 (KBS)
- 2002년 《개그콘서트》 - 봉숭아학당 선생님 역 (KBS2)
- 2010년 《개그스타》 (KBS2)
- 2019년 《스탠드 업》 (KBS2)

### 게스트
- 1996년 《TV는 사랑을 싣고》 (KBS1)
- 2020년 《정글의 법칙 - 와일드 코리아》 - 게스트 (남편 이봉원과 동반출연)
- 2022년 《아는 형님》 (JTBC)
- 2023년 《아는 형님》 (JTBC)
- 2024년 《아는 형님》 (JTBC)

### 드라마,시트콤
- 1998년 ~ 2000년 《순풍산부인과》 (SBS) - 오미선 역
- 2001년 《@골뱅이》(SBS)
- 2002년 《위기의 남자》 (MBC)
- 2004년 《울라불라 블루짱》 (KBS2) - 박영희 역
- 2006년 《돌아와요 순애씨》 (SBS) - 박정숙 역
- 2007년 《황금신부》 (SBS) - 강군자 역
- 2009년 《태희 혜교 지현이》 (MBC)
- 2010년 《몽땅 내 사랑》 (MBC)
- 2011년 《최고의 사랑》 (MBC)
- 2012년 《엄마가 뭐길래》 (MBC)
- 2016년 《나는 취준생이다》 (웹드라마)
- 2018년 《투 제니》 (KBS2) - 김미옥 역

### 내레이션
- 2006년 《휴먼다큐 사랑 - 나는 사랑일까?》 (MBC)
- 2018년 《MBC 스페셜》 780회 : 고마워요 조용필 (MBC)

### 영화
- 《청담보살》 - 40대 여 역
- 《소년, 천국에 가다》 - 두부 엄마 역 (우정출연)
- 《그곳엔 우리들이 있었다》 - 주연
- 《별난 두 영웅》 - 맹순이 역
- 《새앙쥐 상륙작전》
- 《키위새의 겨울》 - 극장에 앉아 있는 엑스트라 역
- 《파렴치한》 (SPICE TV)

### 광고 모델
- 1989년 신신제약 새찜파스
- 1989년 해태htb 벌꿀레몬&크리미 (최수종과 공동출연)
- 1991년 롯데웰푸드 ABC초콜릿 (서세원, 황기순, 주병진외 다수 출연)
- 1991년 동화약품 아프타치
- 1991년 헨켈홈케어코리아 홈매트
- 1991년 롯데푸드 세븐햄 (최명길과 공동출연)
- 1992년 일양약품 나폴레온 철력 (이성미와 공동출연)
- 1992년 SC존슨 에프킬라 매트, 리퀴드
- 1993년 애경 팡이제로
- 1993년 HK이노엔 식카린
- 1993년 롯데웰푸드 다크호스바
- 1994년 동아제약 암씨롱
- 1994년 태진음향 뮤지콤
- 1994년 오리온 (포카칩)
- 1995년 삼성제약 에프킬라 매트 (예지원과 함께 출연)
- 1996년 하림 하림 KS 닭고기
- 1997년 오복식품 오복간장
- 1999년 LG유플러스 시외전화 (이혜숙, 조혜련, 정선경과 함께 출연)
- 1999년 해태htb 과일촌CA
- 1999년 CJ제일제당 햇반
- 1999년 레킷벤키저 세척락스 (박영규와 함께 출연)
- 1999년 레킷벤키저 타게트 튜브 (박영규와 함께 출연)
- 1999년 교원구몬 빨간펜
- 1999년 오리온오키 (김용림, 허영란, 안문숙과 함께 출연)
- 1999년 ~ 2000년 기아자동차 카렌스
- 2002년 현대약품 버물리 (의약품)
- 2005년 AIA생명 원스톱 암보험 (보험상품)
- 2006년 한국쓰리엠 후레쉬 안전랩커터
- 2009년 ~ 2011년 교원 빨간펜 (학습지)
- 2009년 한국닌텐도 마리오 카트 Wii (게임기)
- 2009년 서울우유 (김지선, 황정음 공동) (유제품)
- 2010년 명인제약 이가탄 (김수로와 공동출연)
- 2010년 삼화페인트
- 2010년 농심 둥지냉면
- 2010년 홈플러스
- 2010년 차티스 큰병이기는 보험
- 2011년 에스오일
- 2012년 차티스 명품치매보험
- 2013년 롯데하이마트 (정보석, 크리스탈과 함께 출연)
- 2013년 한독 케토톱
- 2016년 클립싱크대물막이
- 2017년 월드크리닝
- 2017년 라이나치아보험
- 2019년 문풍지도어
- 2019년 야놀자 Y프로젝트
- 2021년 ~ : 휴온스 메노락토 프로바이오틱스
- 2021년 : CJ제일제당 The더건강한 부드러운 닭가슴살
- 2022년 ~ : 설탭

### 홍보대사
- 2000년 플랜 인터내셔널 제3세계 불우아동 홍보사절
- 2002년 부스러기사랑나눔회 홍보대사
- 2004년 제35회 국제물리올림피아드 홍보대사
- 2004년 한국애견연맹 명예 홍보대사
- 2005년 세계밀알연합 홍보대사
- 2008년 경기도치과의사회 홍보사절
- 2008년 다문화축제 홍보대사
- 2009년 전통시장 통합상품권 홍보대사
- 2009년 서울시복지재단 디딤돌 홍보대사
- 2010년 명지병원 홍보대사
- 2012년 경기도 생명사업 홍보대사
- 2013년 팻머스문화선교회 미디어회복캠페인 홍보대사
- 2013년 천사라운드 홍보대사
- 2015년 청도반시축제 홍보대사

## 수상 내역
- 1988년 제 2회 MBC TV 개그맨 콘테스트 금상
- 1988년 MBC 연기대상 코미디부문 신인상
- 1990년 MBC 연기대상 코미디부문 우수상
- 1991년 제27회 백상예술대상 TV 부문 여자 코미디 연기상
- 1992년 제 19회 한국방송대상 여자 코미디언상[7]
- 1996년 MBC 연기대상 라디오부문 우수상
- 1997년 MBC 연기대상 라디오 부문 최우수상
- 1999년 MBC 연기대상 라디오 부문 최우수상
- 1999년 MBC 연기대상 라디오부문 최우수상
- 1999년 SBS 연기대상 시트콤부문 연기상
- 2000년 제36회 백상예술대상 TV 부문 여자 코미디 연기상
- 2004년 SBS 연기대상 라디오부문 특별상
- 2005년 제12회 대한민국 연예예술상 라디오 진행자상
- 2007년 제9회 KBS 바른언어상 TV진행부문상
- 2008년 MBC 방송연예대상 쇼/버라이어티부문 여자 최우수상
- 2009년 KBS 연예대상 쇼오락부문 최우수상
- 2009년 MBC 방송연예대상 코미디/시트콤부문 여자 최우수상
- 2009년 제45회 백상예술대상 TV 부문 여자 예능상
- 2009년 제12회 푸른미디어 언어상
- 2010년 MBC 우리말 지킴이 나무상
- 2010년 MBC 방송연예대상 MC부문 최우수상
- 2011년 MBC 방송연예대상 쇼/버라이어티부문 여자 최우수상
- 2011년 제23회 한국PD대상 TV진행자부문 출연자상
- 2012년 MBC 방송연예대상 여자 최우수상
- 2013년 KBS 연예대상 쇼오락부문 여자 최우수상
- 2013년 MBC 방송연예대상 여자 최우수상
- 2020년 제32회 한국PD대상 TV진행자부문 출연자상
- 2020년 제11회 대한민국 대중문화예술상 국무총리표창

## 가족 관계
- 아버지 : 박창호
- 어머니 : 민정임
- 시아버지 : 이종철 (음력 1938년 5월 17일 ~ 2021년 1월 12일)
- 시어머니 : 장흥 고씨 고정선(1937년생)
  - 형님[8] 이영순(1955년생)
  - 자형 경주 최씨 최인선
  - 형님[9] 이영혜 (1962년 ~ 2009년)
  - 배우자 : 이봉원 (1963년 8월 5일 ~ ) - 1993년 11월 13일 결혼[10]
  - 시동생(21세 때 사망)
    - 아들 : 이상엽 (1997년생)
    - 딸 : 이유리 (1995년생)